# Барсуки (посёлок, Жарковский район)
 Барсуки  — поселок в Жарковском муниципальном округе Тверской области.

## География
Находится в юго-западной части Тверской области на расстоянии приблизительно 2 км по прямой на юг по прямой от районного центра поселка Жарковский.

## История
На карте 1927 года здесь было отмечено одноименное урочище. После Великой Отечественной войны действовал Барсуковский лесопункт. На карте 1987 года уже отмечался как населенный пункт. До 2022 года поселок входил в состав ныне упразднённого городского поселения посёлок Жарковский.

## Население
Численность населения: 15 человек в 2010.